# Râul Olt

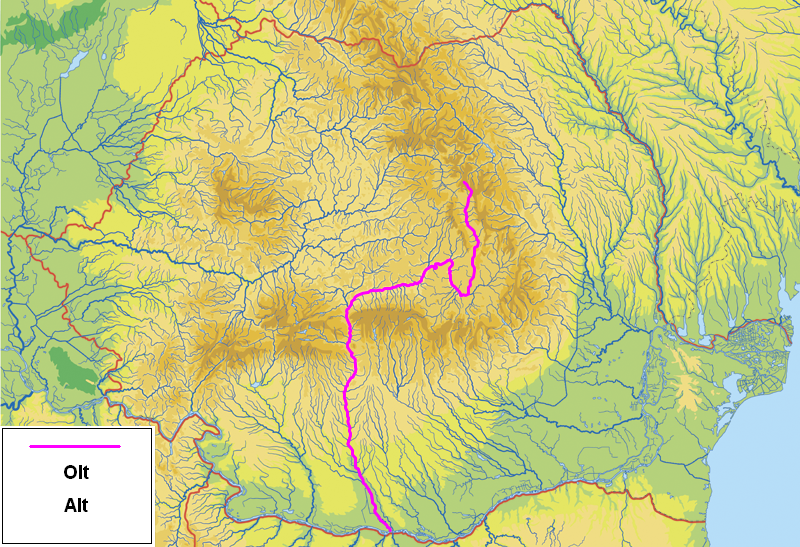
Harta râului Olt.

Oltul este unul din cele mai importante râuri din România. Acesta izvorăște din Carpații Orientali, mai precis din Munții Giurgeu, de acolo de unde aceștia intră în contact cu Munții Hășmaș prin Trecătoarea Oltului. Râul Olt curge prin județele Harghita, Covasna, Brașov, Sibiu, Vâlcea, Olt și Teleorman.
Principalele orașe prin care trece sunt: Miercurea Ciuc, Sfântu Gheorghe, Făgăraș, Râmnicu Vâlcea și Slatina. Oltul se varsă în Dunăre lângă Turnu Măgurele, la Islaz.
Parcurge un traseu complex: Depresiunea Ciucului, Depresiunea Brașovului, Depresiunea Făgărașului, Defileul Turnu Roșu-Cozia, Subcarpații și Podișul Getic, Câmpia Română.
Pe Olt există aproape 30 de lacuri de acumulare.
Are o lungime de 615 km.
În zona Defileului Turnu Roșu, are loc fenomenul de captare: Oltul muntean, având un bazin mai coborât, ajunge, prin eroziune regresivă, să atragă apele Oltului transilvănean, mărindu-și astfel bazinul și debitul.

## Etimologie
În Geografia lui Ptolemeu, numele antic al Oltului este Ἀλούτας ποταμός.

## Imagini

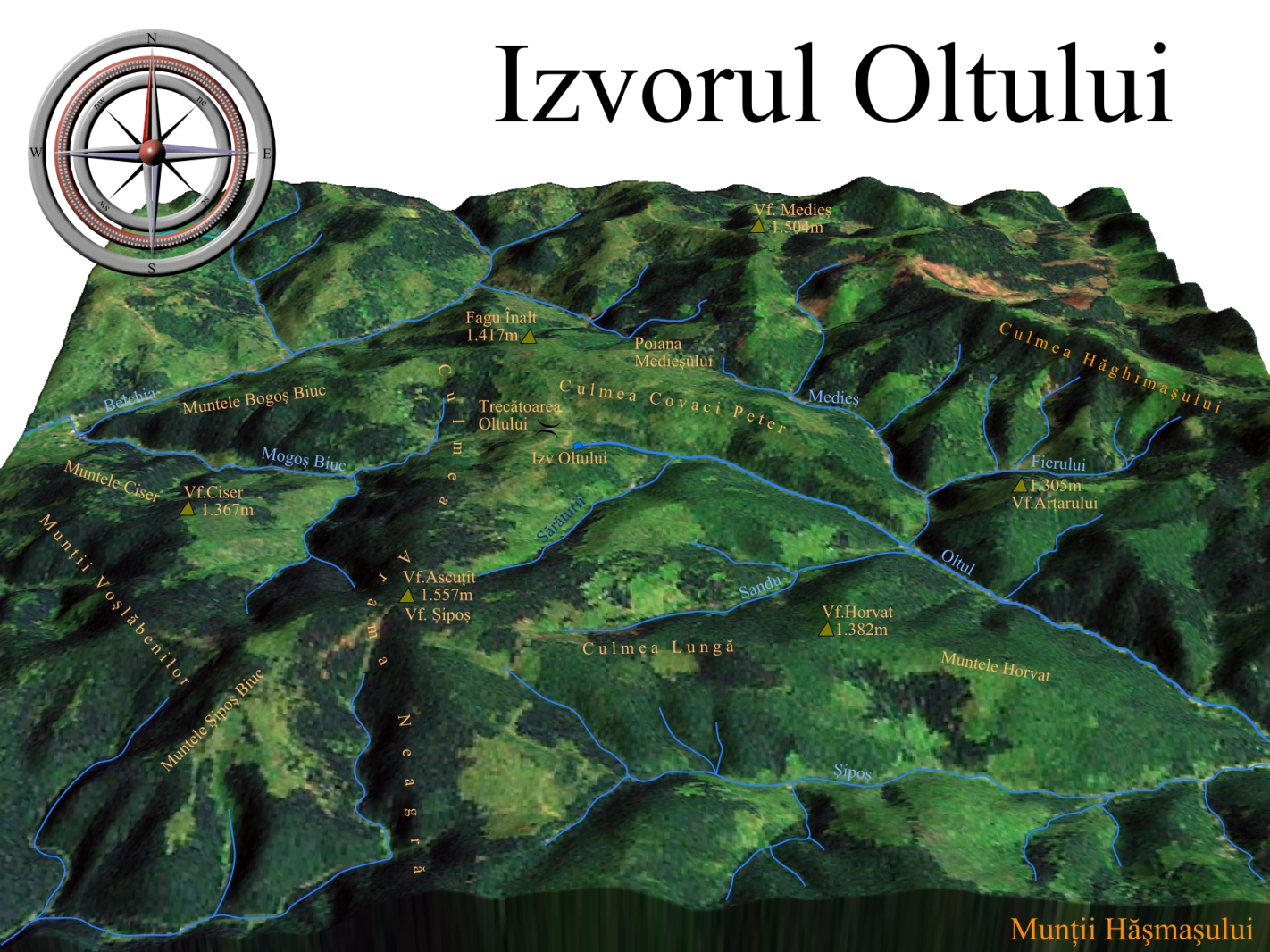
Izvorul Oltului
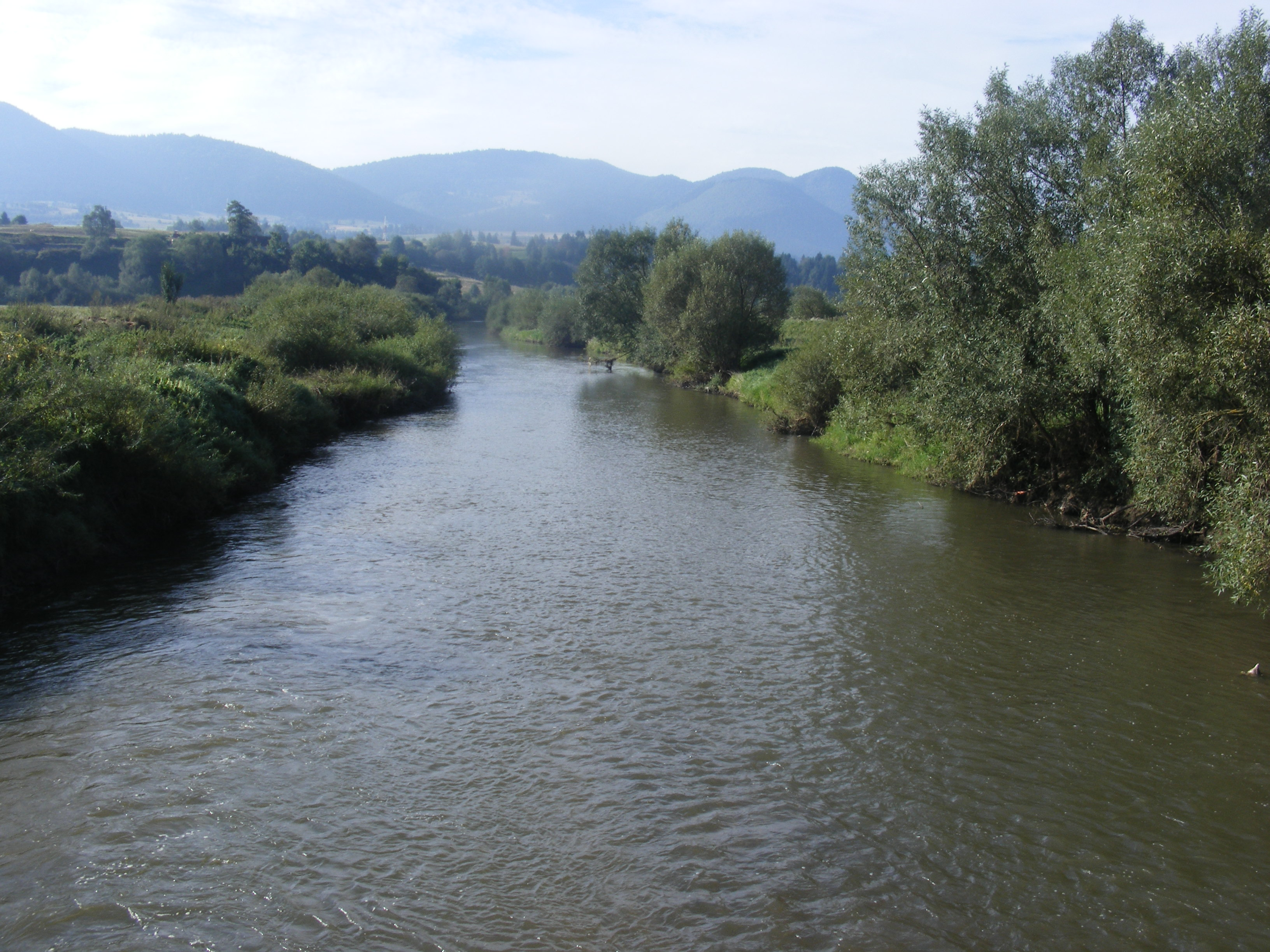
Râul Olt lăngă satul Tuşnadu Nou
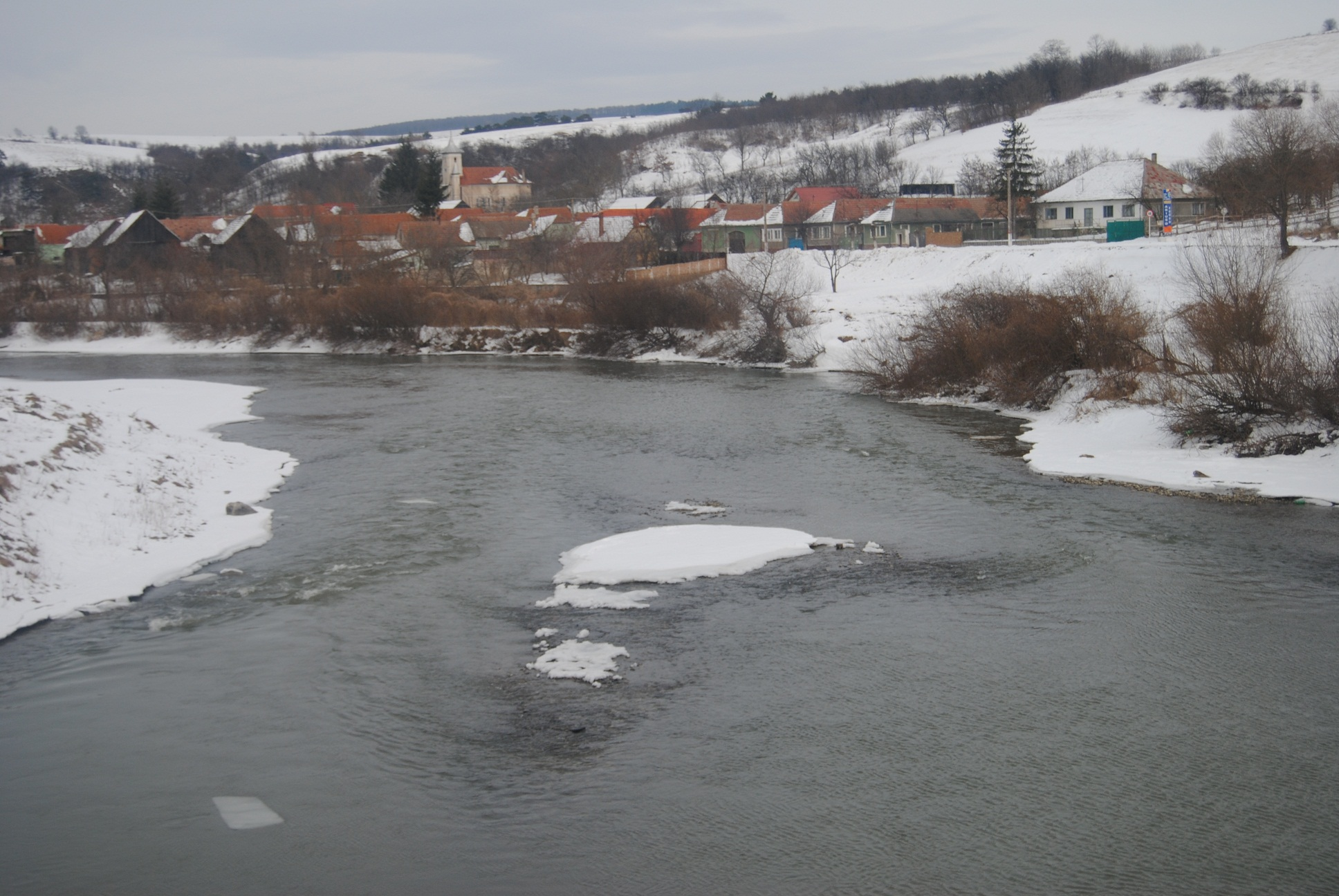
Râul Olt în apropiere de Ariușd, Covasna
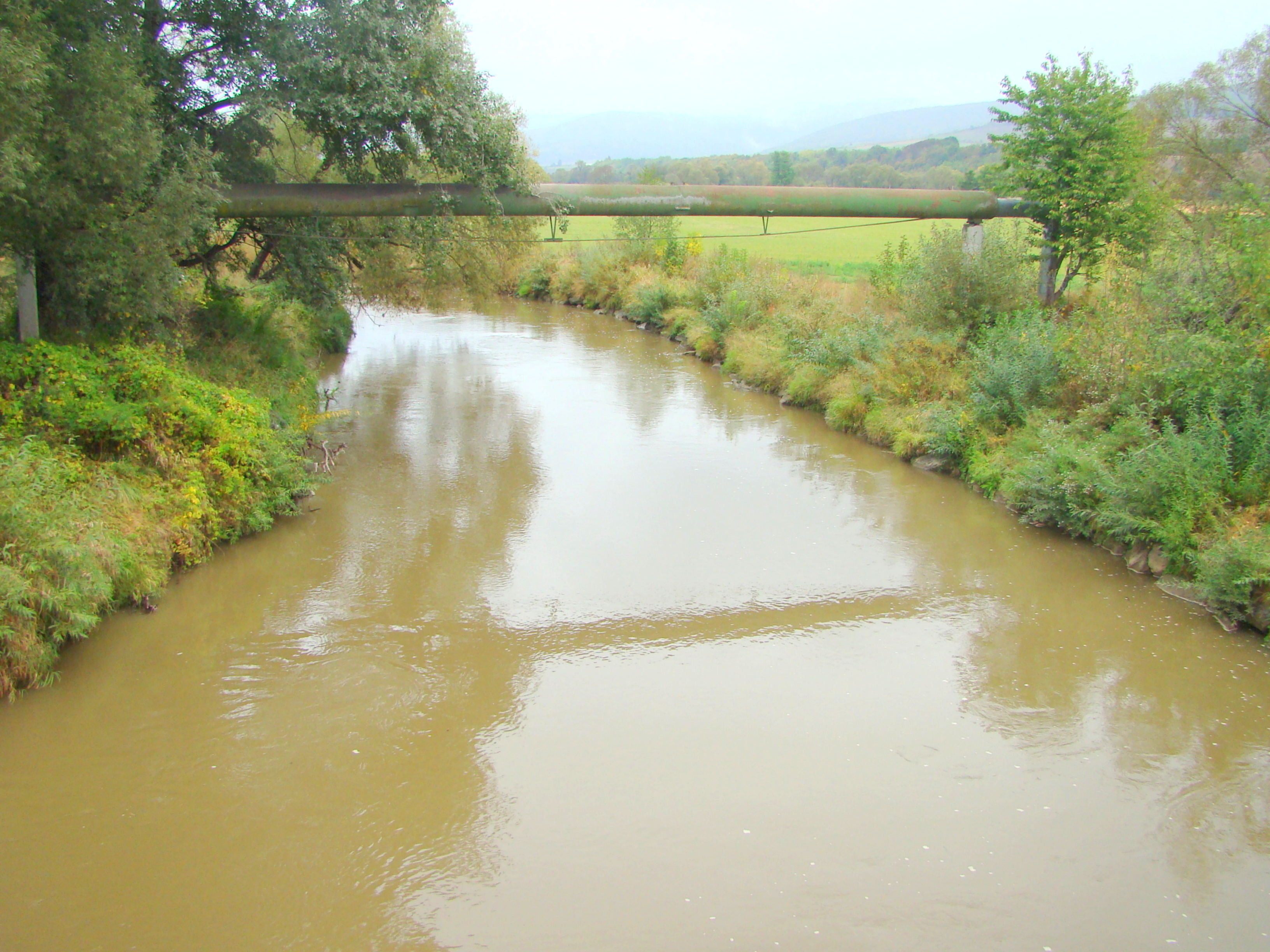
Râul Olt la Zoltan
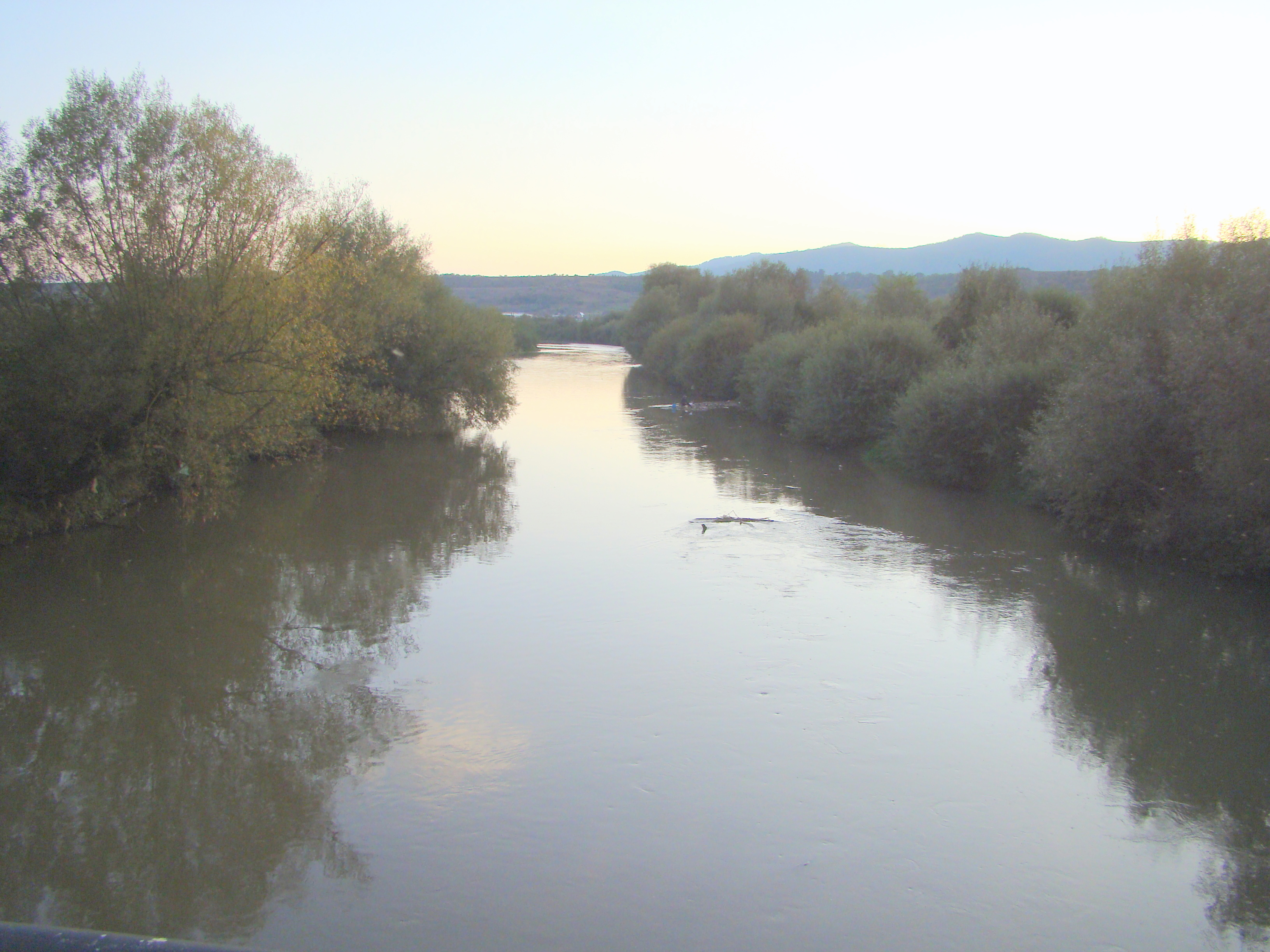
Oltul la Măieruș
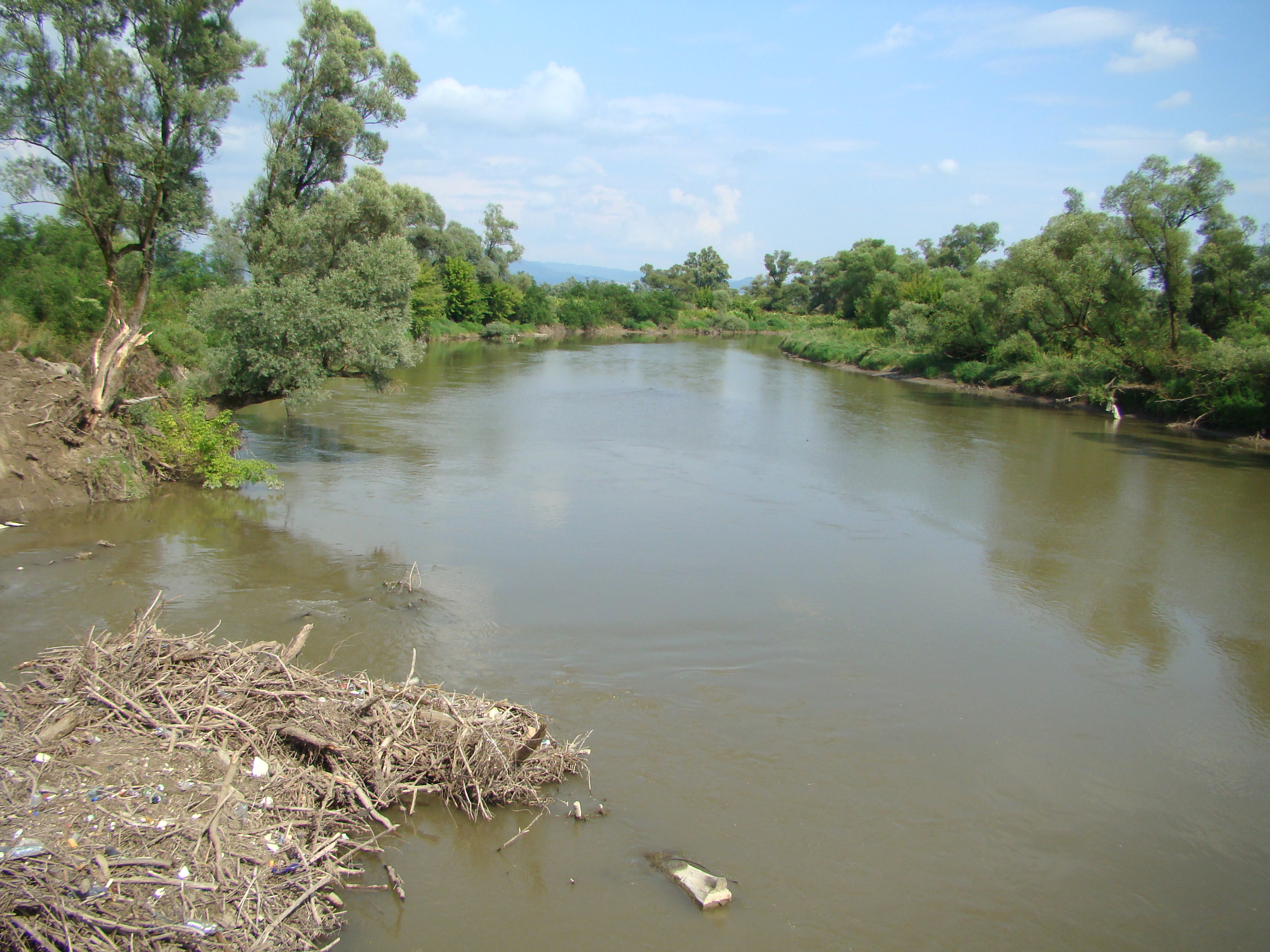
Râul Olt la Hălmeag
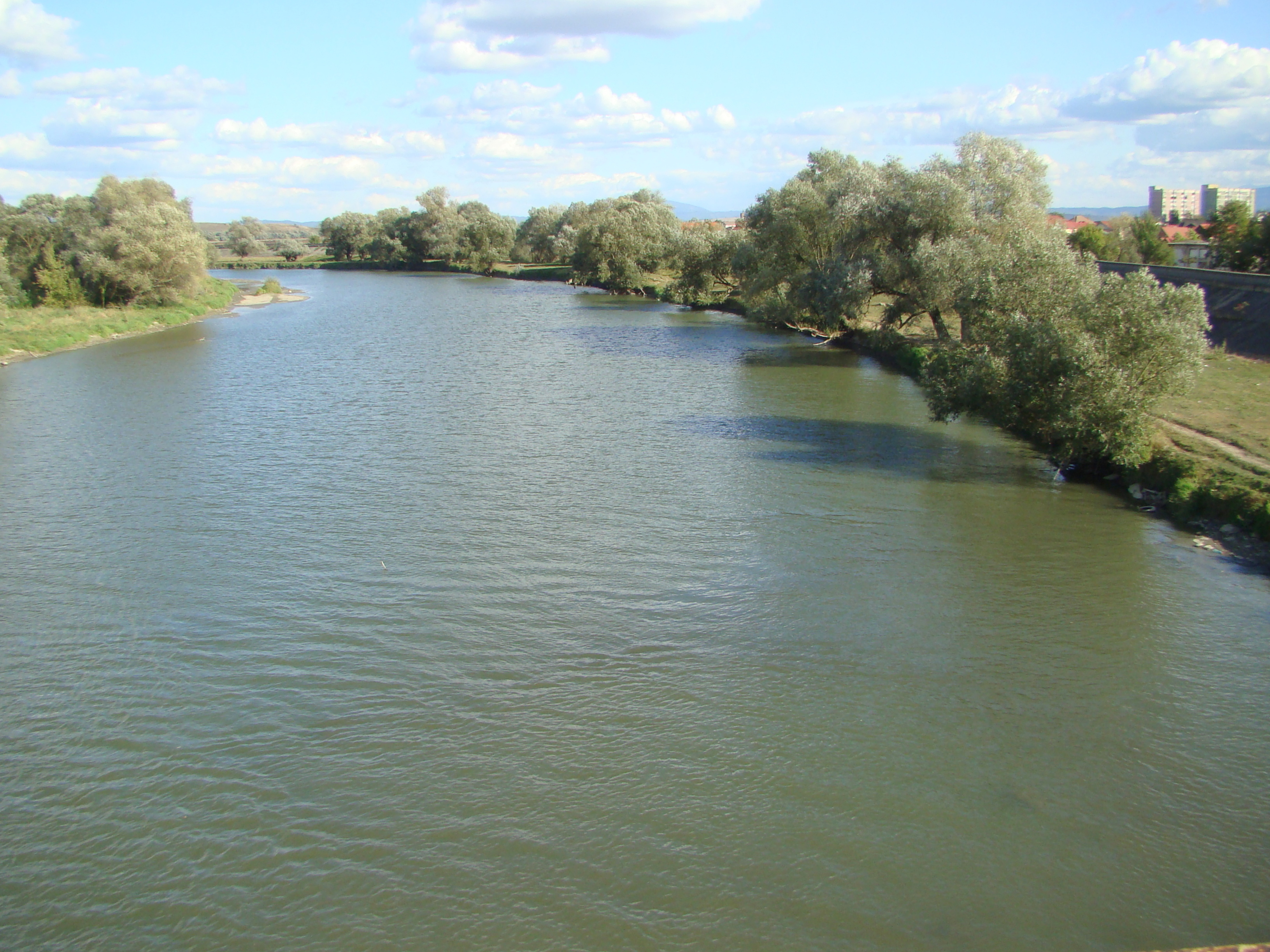
Oltul la Făgăraș
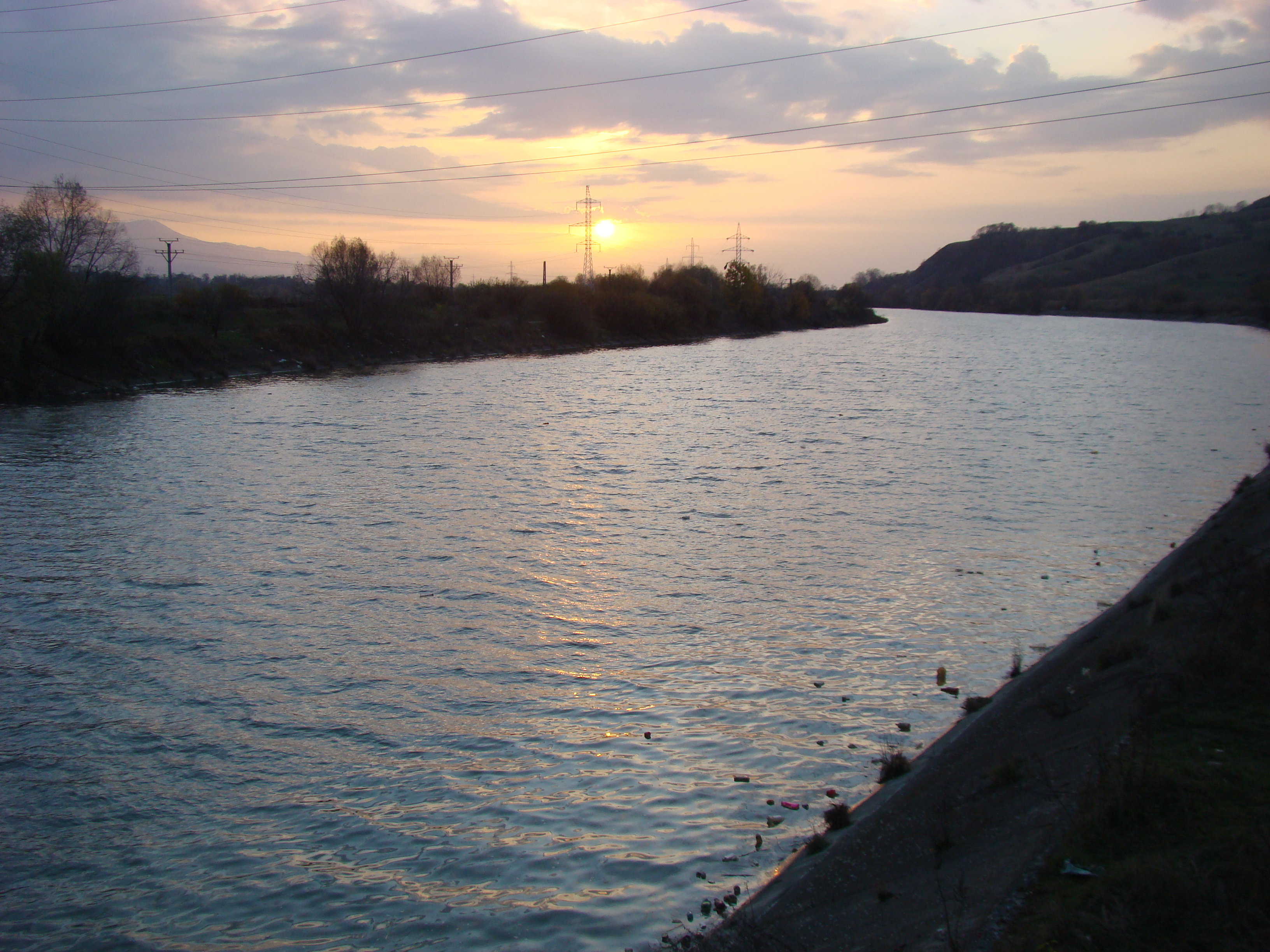
Oltul lângă Cincșor
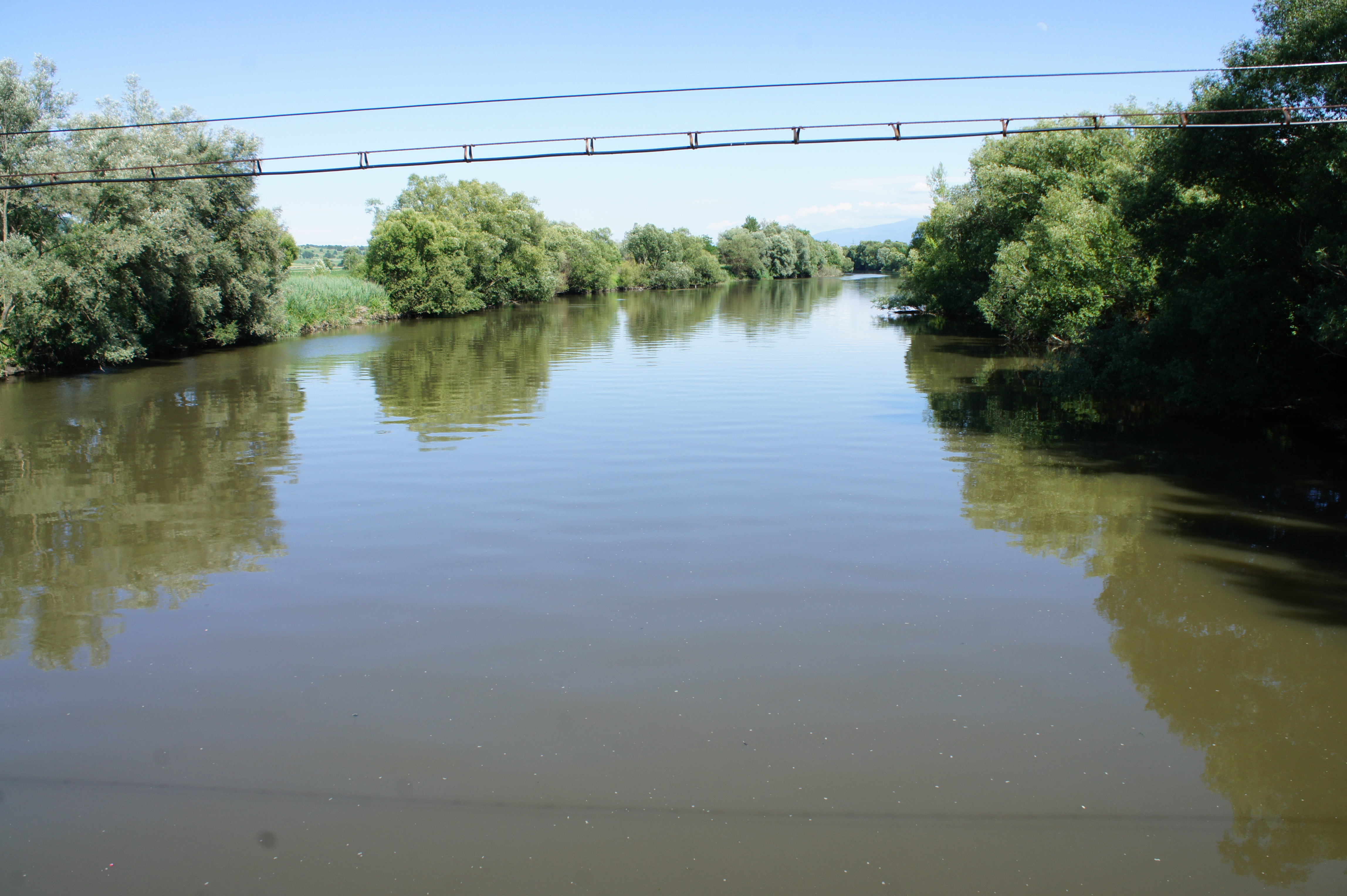
Oltul la Cârța
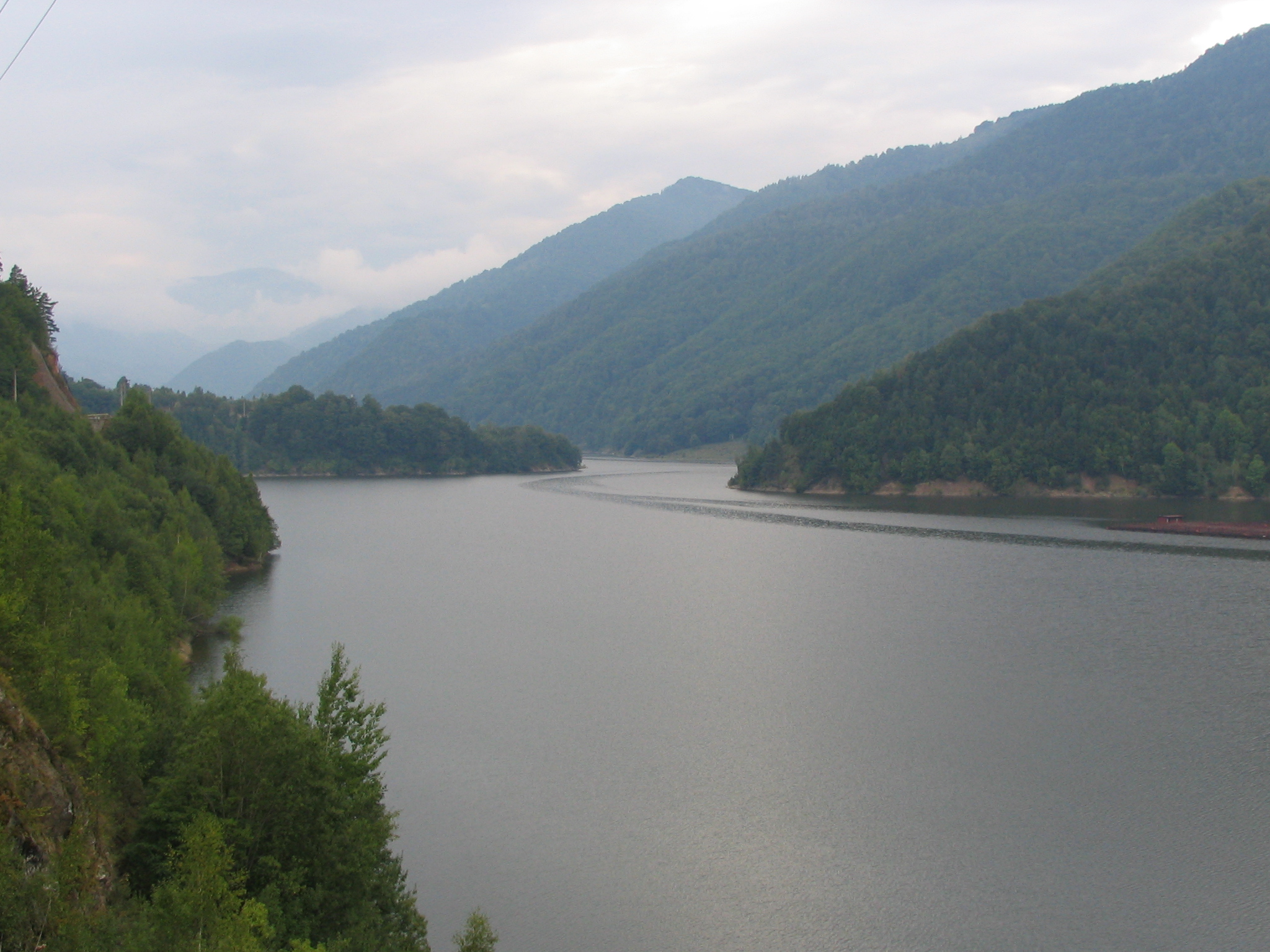
Defileul Oltului
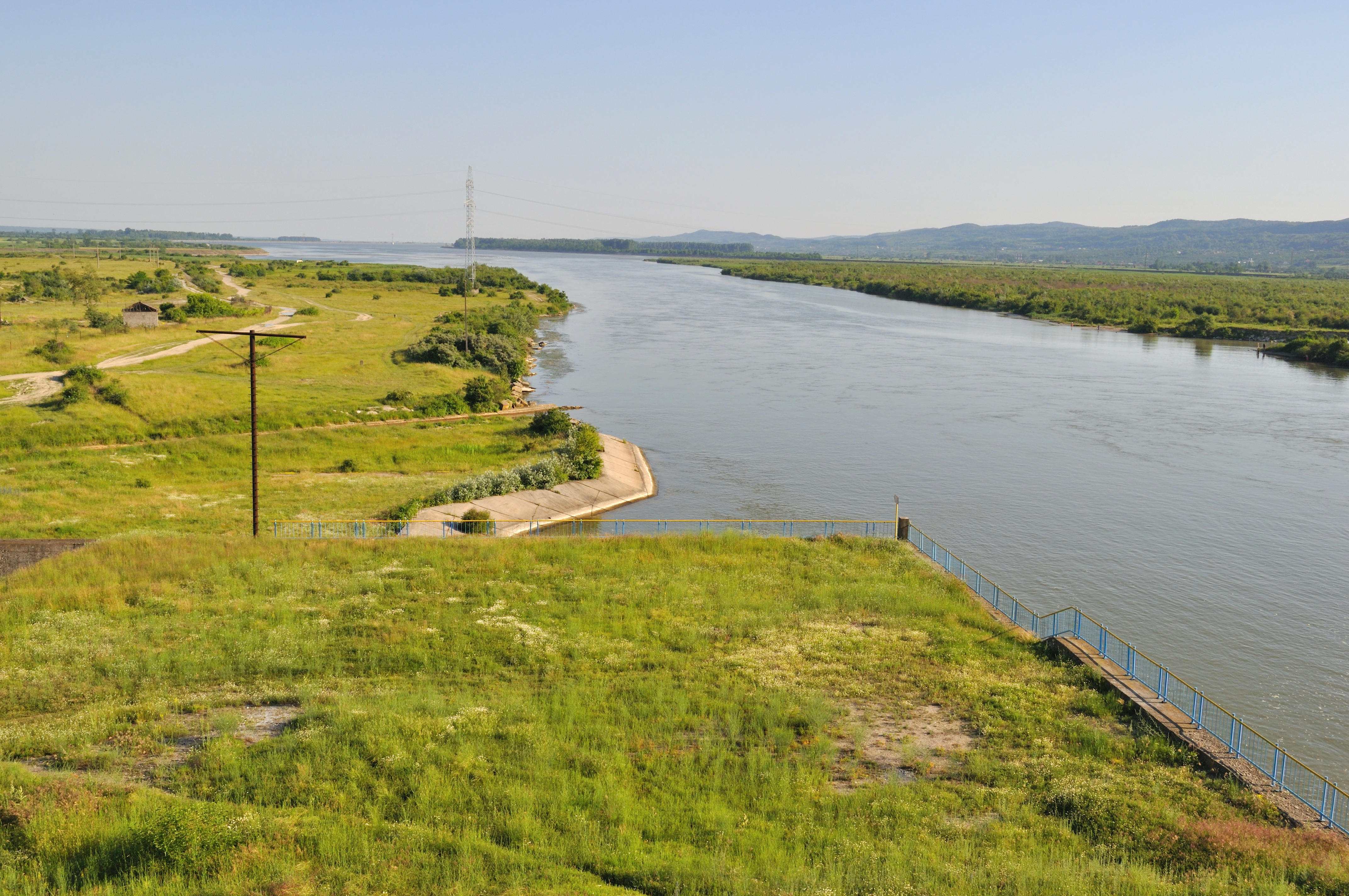
Râul Olt la Ionești în județul Vâlcea
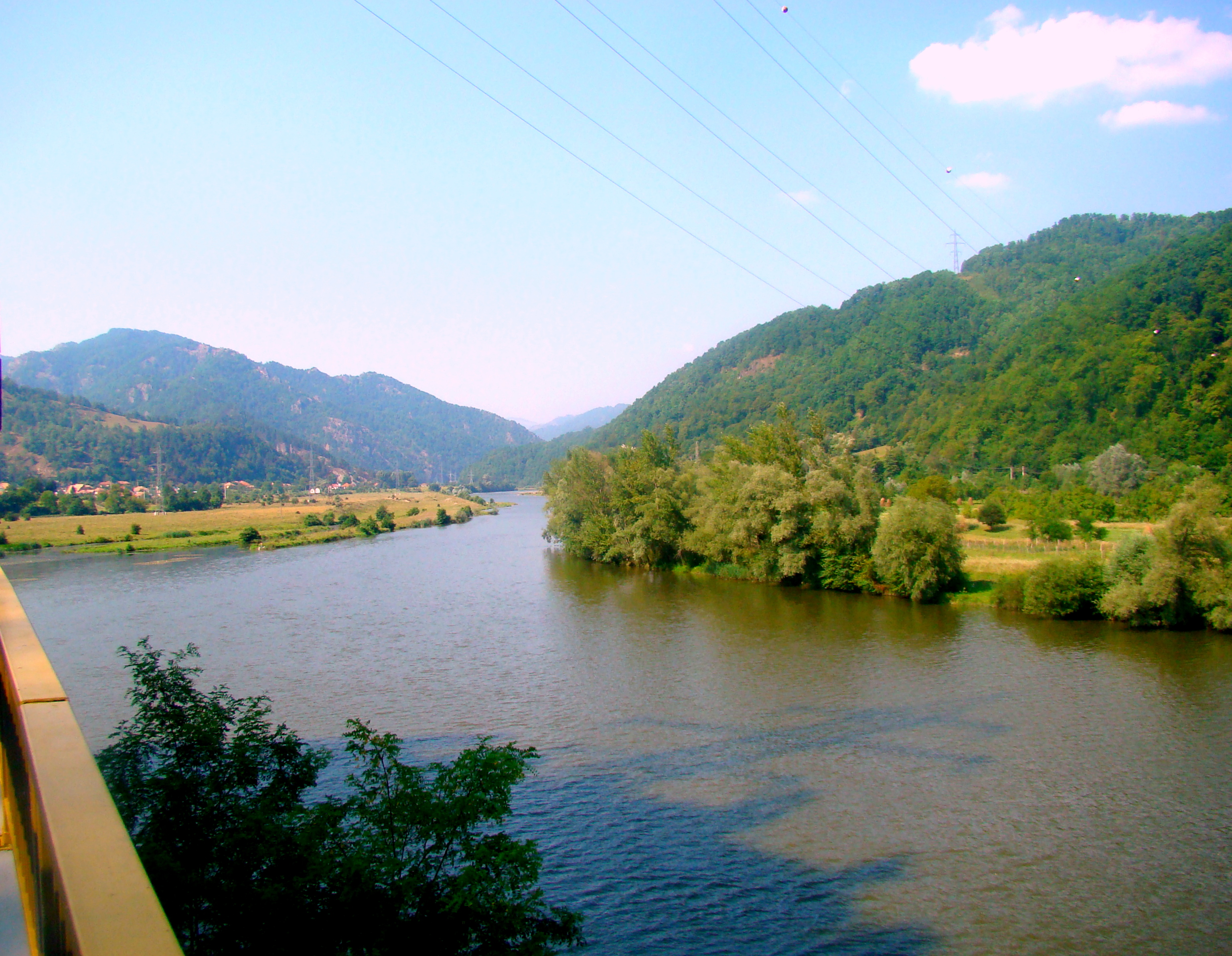
Oltul văzut de pe Viaductul Albioara